# جاش شوارتز
جاش شوارتز (انگلیسی: Josh Schwartz؛ زادهٔ ۶ اوت ۱۹۷۶) یک فیلم‌نامه‌نویس اهل ایالات متحده آمریکا است.